# Quadrilatero Marche Umbria
La Quadrilatero Marche Umbria S.p.A. è una società pubblica di progetto, senza scopo di lucro, controllata dall'ANAS, che ha lo scopo di realizzare una infrastruttura viaria integrata alla realtà economica ed industriale del territorio umbro-marchigiano su cui insiste.
Il progetto, già in fase di realizzazione ed in gran parte realizzato, si basa su due assi viari principali paralleli tra loro: il collegamento Foligno-Civitanova Marche (strada statale, superstrada con caratteristiche autostradali) ed il collegamento Perugia-Ancona (attraverso l'ammodernamento della strada statale 76 della Val d'Esino e della strada statale 318 di Valfabbrica) che sono i due assi viari principali a cui dovranno allacciarsi collegamenti trasversali secondari, raccordi urbani alle cosiddette "aree leader" ed interporti, la realizzazione mediante l'apertura di 2 maxilotti dati in appalto da un contraente unico che è la società stessa. Gli altri due lati del quadrilatero, preesistenti, sono costituiti, da un lato, da un tratto della strada statale 75 Centrale Umbra e, dall'altro lato, da un tratto dell'autostrada A14.
Tra la viabilità urbana è prevista la realizzazione di una tangenziale sud-ovest della città di Foligno (che completi, con la tangenziale est costituita da un tratto della strada statale 3 Via Flaminia, un anello viario a scorrimento veloce) con la funzione di raccordo alle varie zone e alle varie direttrici, ed una variante sud che colleghi le aree industriali della città e la piastra logistica adiacente all'aeroporto, e la realizzazione di una bretella che colleghi la città di Macerata con la superstrada verso Foligno, la cosiddetta intervalliva, che oltre a favorire il collegamento della città svolge anche la funzione di mettere in comunicazione la valle del Potenza con quella del Chienti, oltre a un moderno collegamento per la Val di Fiastra, da Sarnano a Sforzacosta. Nonostante la nuova strada sia osteggiata da alcuni comitati ambientalisti, il progetto prevede la valorizzazione ambientale del territorio attraversato dalle arterie viarie mediante rimboschimenti e altri tipi di valorizzazione dei parchi naturali e archeologici presenti nel territorio.
Successivamente alla redazione del progetto è stato chiesto dagli enti locali l'inserimento della strada statale 3 Via Flaminia, nel tratto Foligno-Fossato di Vico.
La Foligno-Civitanova è stata inaugurata, e aperta al traffico, nella sua interezza il 28 luglio 2016, stesso giorno in cui è stato aperto il tratto umbro della Perugia-Ancona (SS318 Pianello-Casacastalda).
Ad agosto 2017 è stata aperta al traffico la nuova carreggiata in configurazione provvisoria a doppio senso di circolazione di 7,5 km tra Fossato di Vico e Cancelli (nel tratto marchigiano della Perugia-Ancona), oltre al nuovo svincolo di Campodiegoli-Cancelli e a 2 km di nuova carreggiata (sempre a doppio senso) tra Albacina e Serra San Quirico, all'altezza dello svincolo di Valtreara-Gattuccio
i lavori per il completamento del raddoppio della SS76 sono ultimati, eccetto per un breve tratto nella zona di Valtreara dove in direzione Fabriano risulta ancora da completare il Viadotto Mariani. Il termine dei lavori dipende dalla situazione burocratica che interessa l’opera, attualmente interdetta per colpa dei rinvenimenti di cromo esavalente durante la demolizione dell’ex viadotto.